# Philip John Bainbrigge
Philip John Bainbrigge, né en 1817 et mort en 1881, est un officier, artiste et arpenteur dans l'armée britannique. Son père, Philip Bainbrigge, un vétéran de la guerre d'Espagne, avait également été artiste et arpenteur.
Il s'est inscrit au Collège militaire royal en 1830, où il a appris la peinture militaire et l'arpentage militaire.
Dans sa thèse de doctorat, Kamille Parkinson a écrit que Bainbrigge était reconnu comme peignant dans la « tradition pittoresque » et était considéré comme un membre du « Groupe de 1838 ».
Selon Christie's, Bibliothèque et Archives Canada possède une grande collection de ses croquis canadiens.

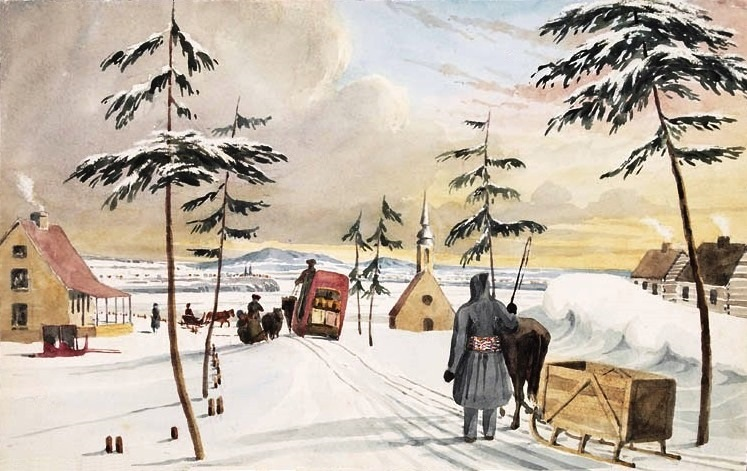
Montréal vue depuis la route de Québec, 1846
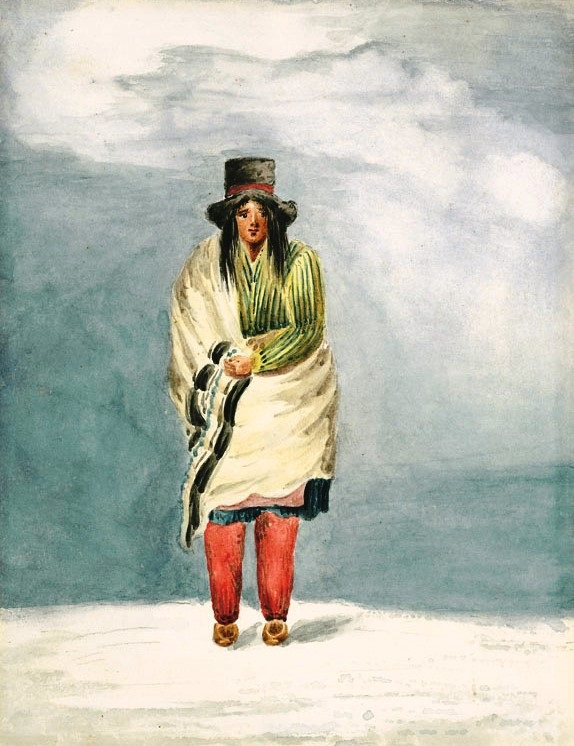
Christine Vincent